# Salm-Reifferscheid-Raitz
Salm-Reifferscheid-Raitz is een zijlinie van het geslacht Salm.

## Voorgeschiedenis
Het grondgebied van het geslacht Salm werd in 1165 verdeeld in twee graafschappen: Neder-Salm (in de Ardennen) en Opper-Salm (in de Vogezen in het huidige Frankrijk). Neder-Salm kwam in 1416 in handen van de heren van Reifferscheid en werd in 1639 opgedeeld in twee gebieden: Salm-Reifferscheid-Bedbur en Salm-Reifferscheid-Dyck. Salm-Reifferscheid-Bedbur splitste zich ook weer op, waardoor het graafschap Salm-Reifferscheid-Raitz ontstond.

## Geschiedenis
Het graafschap Salm-Reifferscheid-Raitz ontstond in 1734 door de opsplitsing van het graafschap Salm-Reifferscheid-Bedbur in drie delen: Salm-Reifferscheid-Bedbur zelf, Salm-Reifferscheid-Raitz en Salm-Reifferscheid-Hainsbach. Ze werden alle drie bestuurd door afstammeling van Franz Wilhelm I van Salm-Reifferscheid-Bedbur: zijn vijfde zoon Anton werd altgraaf van Salm-Reifferscheid-Raitz. Hij werd na zijn dood in 1769 opgevolgd door zijn vierde zoon Karl Joseph, die in 1790 de titel “Vorst van Salm-Reifferscheid-Raitz” kreeg en het graafschap tot prinsdom liet verheffen. In 1811 werd het prinsdom echter alweer gemediatiseerd door Oostenrijk.

## Altgraven van Salm-Reifferscheid-Raitz
- Anton (1734-1769)
- Karl Joseph (1769-1790)

## Prinsen van Salm-Reifferscheid-Raitz
- Karl Joseph (1790-1811)

Alt-Leiningen-Westerburg · Arenberg · Auersperg · Bentheim-Steinfurt · Bentheim-Tecklenburg · Bentinck · Bömmelberg · Bretzenheim · Castell-Castell · Castell-Rüdenhausen · Colloredo-Mannsfeld · Croÿ · Dietrichstein · Erbach-Erbach · Erbach-Fürstenau · Erbach-Schönberg · Esterházy · Fürstenberg · Fugger-Babenhausen · Fugger-Glött · Fugger-Kirchberg · Fugger-Kirchheim · Fugger-Nordendorf · Harrach · Hohenlohe-Ingelfingen · Hohenlohe-Kirchberg · Hohenlohe-Langenburg · Hohenlohe-Öhringen · Hohenlohe-Schillingsfürst · Hohenlohe-Waldenburg-Bartenstein · Hohenlohe-Waldenburg-Jagstberg · Hohenlohe-Waldenburg-Schillingsfürst · Isenburg-Birstein · Isenburg-Büdingen · Isenburg-Philippseich · Kaunitz-Rietberg · Khevenhüller-Metsch · Königsegg-Aulendorf · Kuefstein · Leiningen · Leiningen-Billigheim · Leiningen-Neudenau · Leyen · Limburg-Stirum · Lobkowitz · Löwenstein-Wertheim-Freudenberg · Löwenstein-Wertheim-Rosenberg · Looz-Corswarem · Metternich-Winneburg · Neipperg · Neu-Leiningen-Westerburg · Oettingen-Spielberg · Oettingen-Wallerstein · Ortenburg · Ostein · Pappenheim · Platen-Hallermund · Plettenberg-Wittem · Pückler und Limpurg · Quadt-Wykradt-Isny · Rechberg und Rothenlöwen · Rechteren-Limpurg · Rosenberg-Orsini · Salm-Horstmar · Salm-Kyrburg · Salm-Reifferscheidt-Krautheim und Dyck · Salm-Reifferscheidt-Raitz · Salm-Salm · Sayn-Wittgenstein-Berleburg · Sayn-Wittgenstein-Hohenstein · Schaesberg · Schlitz genannt von Görtz · Schönborn · Schönborn-Buchheim · Schönborn-Wiesentheid · Schönburg-Glauchau · Schönburg-Hartenstein · Schönburg-Waldenburg · Schwarzenberg · Sinzendorf · Solms-Braunfels · Solms-Hohensolms-Lich · Solms-Laubach · Stadion-Tannhausen · Stadion-Warthausen · Starhemberg · Sternberg-Manderscheid · Stolberg-Roßla · Stolberg-Stolberg · Stolberg-Wernigerode · Thurn und Taxis · Toerring · Trauttmansdorff-Weinsberg · Waldbott-Bassenheim · Waldburg-Wolfegg und Waldsee · Waldburg-Zeil · Waldburg-Zeil-Wurzach · Waldeck-Limpurg · Wallmoden-Gimborn · Wartenberg-Roth · Wied-Neuwied · Wied-Runkel · Windisch-Graetz · Wurmbrand-Stuppach